# Prove di felicità a Roma Est
Prove di felicità a Roma Est è il primo romanzo dello scrittore Roan Johnson; ambientato a Roma ha come protagonista Lorenzo Baldacci.
Il romanzo è stato pubblicato per la prima volta in Italia nel 2010 da Einaudi, con positive note critiche in numerosi quotidiani italiani. Ha ricevuto il Premio Giuseppe Berto per l'opera prima .

## Trama
Lorenzo Baldacci si trasferisce a Roma per completare gli studi superiori. Trova lavoro come "pizza express", come "trasportatore volante" di pizza in motorino. Si innamora della ragazza di un suo collega di lavoro. Perde la casa in cui abitava in affitto e va a vivere in una roulotte.

## Personaggi
- Lorenzo Baldacci, il protagonista; io narrante della storia. Ha 21 anni. Arriva a Roma dalla Toscana per completare la scuola. Trova lavoro in una pizzeria come “volante” colui che porta le pizze a domicilio con lo scooter.
- Samia, ragazza di cui si innamora Lorenzo Baldacci. Lavora nella pizzeria come cameriera ai tavoli ("Le altre sono sciape o melose. Samia è salata.")
- Merchino, collega di lavoro di Lorenzo (volante) e suo compagno di scuola. All'inizio del romanzo è il ragazzo di Samia.
- Vischio, collega di lavoro di Lorenzo (volante)
- Beppe Garzoli, professore di lettere in pensione che ospita Lorenzo a casa sua e gli fa ripetizioni in previsione dell'esame di maturità. È il cugino del nonno materno di Lorenzo.

## Luoghi
- Pomarance, luogo natio di Lorenzo ("Un paesone di neanche cinquemila abitanti sperduto nella campagna toscana, dove non c'era altro da fare che perdere tempo con entusiasmo, andare a pescare nel torrente, inventarsi storie di fantasmi nelle case abbandonate")
- Talamone, prima di arrivare a Roma Lorenzo si ferma a fare un bagno. Scoprirà che è un luogo “denso di significato” anche per Samia
- Tuscolano, luogo principale in cui si svolge l'azione ("Studiavo con attenzione i ragazzetti della Tuscolana, che sembrano dei circensi: indossano caschi inesistenti, una chierica di plastica appoggiata alla capoccia, con i lacci penzoloni. Scheggiano gli angoli degli edifici con scooter minuscoli che sotto avranno dei duecento di cilindrata, mentre si portano dietro delle pischellette esili aggrappate al portapacchi.")

## Curiosità
Inizialmente il romanzo avrebbe dovuto intitolarsi "La ragazza dal cuore salato" in omaggio a Samia la ragazza di cui è innamorato il protagonista. Anche il nome dell'autore del libro doveva essere "italianizzato" in "Arturo Baldacci", in omaggio all'Arturo Bandini di Chiedi alla polvere di John Fante.

## Edizioni
- Roan Johnson, Prove di felicità a Roma Est, collana Stile libero Big, Einaudi, 2010,  pp. 200, ISBN 978-88-06-19859-6.

## Recensioni
- La rivincita del pony express, di Giovanni Pacchiano, su Il Sole 24 Ore, 7 marzo 2010 
  - "Entusiasmante: qualche volta anche il recensore deve abbandonare le debite cautele, specialmente quando nel libro in questione sente tanta felicità di scrittura e fervore di emozioni. Assieme a ironia, ai suprema leggerezza (da non confondersi con la fatuìtà: vizio cronico, quest'ultimo, della nostra narrativa odierna, soprattutto quando è mascherato da serietà)."
- Prove di felicità a Roma Est, di Marco Lodoli su Repubblica 11 marzo 2010 Archiviato il 27 aprile 2010 in Internet Archive.
  - "Spigliato, tenero, malinconicamente gioioso"
- «Chiedi alla pizza». John Fante a Roma tra i pony express, di Luca Mastrantonio su Il Riformista 8 aprile 2010
  - "La cifra stilistica di Johnson-Baldacci è cine-letteraria, fatta di sguardi e pensieri che danno il ritmo, immagini e stati d'animo montati ad arte, lasciando, per esempio, l'amaro in bocca quando la pagina va in dissolvenza. Altre volte, come nel finale, sembra di assistere a titoli di coda quando elenca nomi propri di persona e comuni di cose, chiamati a raccolta per omaggiare l'uscita di scena di una strana estate, d'inizio millennio, in cui si affastellano amori e amici perduti, professori a mezzo servizio, badanti affettuose, immigrati e rom. La vita per Baldacci, alla fine, è una «mappazza» di pizza da bere con la birra nell'ombra afosa di un camper. Uno gnommero di sentimenti in una scatola di cartone".
- Audiointervista, in "Libri in onda" dell'11 marzo 2010 su Rai International, ascolta in mp3[collegamento interrotto]
  - In primo piano un esordio che sta suscitando un coro di critiche molto positive sui quotidiani italiani: "Prove di felicità a Roma est" di Roan Johnson, padre inglese e mamma italiana, pubblicato da Einaudi.